# Who Done It? (película de 1942)
Who Done It? (1942) es una película del género de comedia, protagonizada por Bud Abbott y Lou Costello, fue dirigida por Erle C. Kenton.

## Argumento
Chick Larkin (Bud Abbott) y Mervyn Milgrim (Lou Costello) trabajan en el mostrador de una estación de radio local. Su verdadera pasión, sin embargo, es llegar a ser escritores en el programa de misterio de la radio. Ellos asisten a una emisión del programa de radio Asesinato a medianoche junto con uno de los escritores, Jimmy Turner (Patric Knowles) y el productor, Jane Little (Louise Allbritton).
A medida que el espectáculo comienza, el presidente de la cadena, el coronel JR Andrews (Thomas Gomez), es misteriosamente electrocutado. Al ver esto Chick y Mervyn ven su gran oportunidad de llegar a escribir para la radio: se hacen pasar por detectives, y tratan de resolver el crimen.

## Elenco
| Actor             | Rol                  |
| ----------------- | -------------------- |
| Bud Abbott        | Chick Larkin         |
| Lou Costello      | Mervin Q. Milgrim    |
| Patric Knowles    | Jimmy Turner         |
| William Gargan    | Teniente Lou Moran   |
| Louise Allbritton | Jane Little          |
| Thomas Gomez      | coronel J.R. Andrews |
| William Bendix    | Detective Brannigan  |
| Don Porter        | Art Fraser           |
| Jerome Cowan      | Marco Heller         |
| Mary Wickes       | Juliet Collins       |
| Ludwig Stössel    | Dr. Anton Marek      |

## Enlace
- Oficial sitio web Abbott and Costello

- Datos: Q3543731